# Dufauxia
Dufauxia – rodzaj chrząszczy z rodziny kózkowatych. 

## Zasięg występowania
Przedstawiciele tego rodzaju występują w Ameryce Południowej od Ekwadoru i Gujany Francuskiej na płn. po Paragwaj na płd.

## Systematyka
Do Dufauxia zaliczanych jest 7 gatunków:
- Dufauxia feuilleti
- Dufauxia guaicurana
- Dufauxia kourouana
- Dufauxia simplex
- Dufauxia thomasi
- Dufauxia trichocera
- Dufauxia zikani.